# Karl 2. af Spanien
Karl 2. af Spanien (født 6. november 1661 i Madrid, død 1. november 1700 ) var konge af Spanien.
Han var søn af Filip 4. af Spanien og dennes anden kone Maria Anna af Østrig. Han blev konge allerede som fireårig i 1665 under formynderskab af sin mor og var den sidste i den spanske gren af Huset Habsburg.
Karl 2. var resultatet af indavl:
- hans far bror til hans mormor,
- hans farmor søster til hans morfars far, og
- hans farfars morfar bror til hans farmors far.

Den allerede som barn sygelige Karl 2. var gift to gange, men fik ingen arvinger. Som sin efterfølger pegede han på Ludvig 14. af Frankrigs sønnesøn Filip af Anjou forudsat, at de to riger aldrig blev forenet, og Filip fulgte ham 1700 under navnet Filip 5.. Flere andre lande havde slægtsforbindelser til det spanske kongehus, og dermed var der lagt op til den Spanske Arvefølgekrig fra 1701-1714.

## Anetavle for Karl 2. afSpanien
Tekst mangler, hjælp os med at skrive teksten
| P                           | I                                     | II                                        | III                                            | IV                                                                 |
| --------------------------- | ------------------------------------- | ----------------------------------------- | ---------------------------------------------- | ------------------------------------------------------------------ |
| Proband: Karl 2. af Spanien | Far: Filip 4. af Spanien              | Farfar: Filip 3. af Spanien               | Farfars far: Filip 2. af Spanien               | Farfars farfar: Karl 5. (Tysk-romerske rige)                       |
| Proband: Karl 2. af Spanien | Far: Filip 4. af Spanien              | Farfar: Filip 3. af Spanien               | Farfars far: Filip 2. af Spanien               | Farfars farmor: Isabella af Portugal                               |
| Proband: Karl 2. af Spanien | Far: Filip 4. af Spanien              | Farfar: Filip 3. af Spanien               | Farfars mor: Anna af Østrig (1549-1580)        | Farfars morfar: Maximilian 2. (Tysk-romerske rige)                 |
| Proband: Karl 2. af Spanien | Far: Filip 4. af Spanien              | Farfar: Filip 3. af Spanien               | Farfars mor: Anna af Østrig (1549-1580)        | Farfars mormor: Maria af Spanien                                   |
| Proband: Karl 2. af Spanien | Far: Filip 4. af Spanien              | Farmor: Margareta af Østrig               | Farmors far: Ærkehertug Karl 2. af Østrig      | Farmors farfar: Ferdinand 1. (Tysk-romerske rige)                  |
| Proband: Karl 2. af Spanien | Far: Filip 4. af Spanien              | Farmor: Margareta af Østrig               | Farmors far: Ærkehertug Karl 2. af Østrig      | Farmors farmor: Anna af Böhmen og Ungarn                           |
| Proband: Karl 2. af Spanien | Far: Filip 4. af Spanien              | Farmor: Margareta af Østrig               | Farmors mor: Maria af Bayern                   | Farmors morfar: Albrecht 5. af Bayern                              |
| Proband: Karl 2. af Spanien | Far: Filip 4. af Spanien              | Farmor: Margareta af Østrig               | Farmors mor: Maria af Bayern                   | Farmors mormor: Anna (datter af Ferdinand 1. (Tysk-romerske rige)) |
| Proband: Karl 2. af Spanien | Mor: Maria Anna af Østrig (1636-1696) | Morfar: Ferdinand 3. (Tysk-romerske rige) | Morfars far: Ferdinand 2. (Tysk-romerske rige) | Morfars farfar: Ærkehertug Karl 2. af Østrig                       |
| Proband: Karl 2. af Spanien | Mor: Maria Anna af Østrig (1636-1696) | Morfar: Ferdinand 3. (Tysk-romerske rige) | Morfars far: Ferdinand 2. (Tysk-romerske rige) | Morfars farmor: Maria af Bayern                                    |
| Proband: Karl 2. af Spanien | Mor: Maria Anna af Østrig (1636-1696) | Morfar: Ferdinand 3. (Tysk-romerske rige) | Morfars mor: Maria Anna af Bayern              | Morfars morfar: Wilhelm 5. af Bayern                               |
| Proband: Karl 2. af Spanien | Mor: Maria Anna af Østrig (1636-1696) | Morfar: Ferdinand 3. (Tysk-romerske rige) | Morfars mor: Maria Anna af Bayern              | Morfars mormor: Renata af Lothringen                               |
| Proband: Karl 2. af Spanien | Mor: Maria Anna af Østrig (1636-1696) | Mormor: Maria Anna af Spanien             | Mormors far: Filip 3. af Spanien               | Mormors farfar: Filip 2. af Spanien                                |
| Proband: Karl 2. af Spanien | Mor: Maria Anna af Østrig (1636-1696) | Mormor: Maria Anna af Spanien             | Mormors far: Filip 3. af Spanien               | Mormors farmor: Anna af Østrig (1549-1580)                         |
| Proband: Karl 2. af Spanien | Mor: Maria Anna af Østrig (1636-1696) | Mormor: Maria Anna af Spanien             | Mormors mor: Margareta af Østrig               | Mormors morfar: Ærkehertug Karl 2. af Østrig                       |
| Proband: Karl 2. af Spanien | Mor: Maria Anna af Østrig (1636-1696) | Mormor: Maria Anna af Spanien             | Mormors mor: Margareta af Østrig               | Mormors mormor: Maria af Bayern                                    |